# Eaton Rapids
Eaton Rapids é uma cidade localizada no estado americano de Michigan, no Condado de Eaton.

## Demografia
Segundo o censo americano de 2000, a sua população era de 5330 habitantes.
Em 2006, foi estimada uma população de 5318, um decréscimo de 12 (-0.2%).

## Geografia
De acordo com o United States Census Bureau tem uma área de
9,1 km², dos quais 8,8 km² cobertos por terra e 0,3 km² cobertos por água. Eaton Rapids localiza-se a aproximadamente 265 m acima do nível do mar.

## Localidades na vizinhança
O diagrama seguinte representa as localidades num raio de 20 km ao redor de Eaton Rapids.